# Comté de Greene (New York)
Pour les articles homonymes, voir Comté de Greene.
Le comté de Greene (en anglais : Greene County) est l'un des 62 comtés de l'État de New York, aux États-Unis. Le siège de comté est Catskill.

## Démographie
Il comptait 47 931 habitants en 2020.
| Groupe                           | Comté de Greene | New York | États-Unis |
| -------------------------------- | --------------- | -------- | ---------- |
| Blancs                           | 90,3            | 65,8     | 72,4       |
| Afro-Américains                  | 5,7             | 15,9     | 12,6       |
| Autres                           | 1,2             | 7,5      | 6,4        |
| Métis                            | 1,7             | 3,0      | 2,9        |
| Asiatiques                       | 0,8             | 7,3      | 4,8        |
| Amérindiens                      | 0,3             | 0,6      | 0,9        |
| Total                            | 100             | 100      | 100        |
|                                  |                 |          |            |
| Hispaniques et Latino-Américains | 4,9             | 17,6     | 16,7       |

Selon l'American Community Survey, en 2010 93,38 % de la population âgée de plus de 5 ans déclare parler l'anglais à la maison, 2,98 % déclare parler l'espagnol, 0,69 % l'allemand, 0,48 % l'italien et 2,47 % une autre langue.